# أحمد محروس الدرش
أحمد محروس الدرش سياسي مصري ووزير سابق. شغل منصب وزير التخطيط في حكومة عاطف عبيد من 10 أكتوبر 1999 حتى 20 نوفمبر 2002.
حصل على بكالوريوس اقتصاد وعلوم سياسية من جامعة الإسكندرية عام 1958 ، ودكتوراه من جامعة سيراكيوز بنيويورك .

## مناصب
- عمل باحثا ببنك الإسكندرية من عام 1958 حتى عام 1959 .
- ملحق تجاري من عام 1959 حتى عام 1962.
- مدرس الاقتصاد بجامعة نيويورك من عام 1967 حتى عام 1969 .
- أستاذ الاقتصاد المشارك بجامعة جون سميث بأمريكا من عام 1973 حتى عام 1976.
- أستاذ بجامعة الكويت من عام 1978 حتى عام 1983.
- وكيل وزارة بالهيئة العامة للاستثمار والمناطق الحرة 1984-1985، وكيل أول الوزارة .